# Coeliccia exoleta
Coeliccia exoleta är en trollsländeart som beskrevs av Maurits Anne Lieftinck 1961. Coeliccia exoleta ingår i släktet Coeliccia och familjen flodflicksländor. IUCN kategoriserar arten globalt som sårbar. Inga underarter finns listade i Catalogue of Life.